# Bürgermeisterei Nittel
Die Bürgermeisterei Nittel war eine von ursprünglich zwölf preußischen Bürgermeistereien, in die sich der 1816 neu gebildete Kreis Saarburg im Regierungsbezirk Trier verwaltungsmäßig gliederte. Von 1822 an gehörte sie zur Rheinprovinz. Der Verwaltung der Bürgermeisterei unterstanden acht Gemeinden. Der Verwaltungssitz war zunächst im namensgebenden Ort Nittel, ab 1824 wurde die Bürgermeisterei in Personalunion zusammen mit der Bürgermeisterei Kanzem von Tawern aus verwaltet. Zum 1. Januar 1879 wurden beide zur neuen Bürgermeisterei Tawern zusammengelegt.

## Gemeinden und zugehörige Ortschaften
Zur Bürgermeisterei Nittel gehörten folgende Gemeinden (Einwohnerzahlen Stand 1843):
- Fisch mit dem Weiler Littorf (27 Häuser, 210 Einwohner)
- Köllig (13 Häuser, 105 Einwohner)
- Nittel (152 Häuser, 884 Einwohner)
- Onsdorf (36 Häuser, 196 Einwohner)
- Rehlingen (13 Häuser, 104 Einwohner)
- Temmels mit dem Gebertshof und dem Birkelterhof (68 Häuser, 419 Einwohner)
- Wellen mit der Klautermühle (43 Häuser, 256 Einwohner)
- Wincheringen (160 Häuser, 901 Einwohner)

## Geschichte
Alle Ortschaften im Verwaltungsbezirk der Bürgermeisterei Nittel gehörten bis zum Ende des 18. Jahrhunderts zum Herzogtum Luxemburg, Köllig, Nittel, Rehlingen, Temmels und Wellen zur Propstei Grevenmacher, Fisch und Wincheringen zur Herrschaft Wincheringen (Quartier Remich). Ein Teil von Rehlingen gehörte zum Kurfürstentum Trier. Nach dem Jahr 1792 hatten französische Revolutionstruppen die Österreichischen Niederlande, zu denen das Herzogtum Luxemburg gehörte, besetzt und 1795 in das französische Staatsgebiet eingegliedert. Bei der Einführung der damals neuen französischen Verwaltungsstruktur wurden die Ortschaften dem Kanton Grevenmacher des Departments der Wälder zugeordnet. Infolge der sogenannten Befreiungskriege wurde die Region 1814 zunächst einer österreichisch-bayerischen Verwaltung unterstellt und vorläufig dem Kanton Konz im Departement der Saar zugeordnet. Dieser wurde anders als das übrige Gebiet des Linken Rheinufers auf dem Wiener Kongress (1815) zunächst Österreich zugeteilt. Im Zweiten Pariser Frieden trat Österreich mit Wirkung vom 1. Juli 1816 das Gebiet an das Königreich Preußen ab.
Unter der preußischen Verwaltung wurden im Jahr 1816 Regierungsbezirke und Kreise neu gebildet, die Bürgermeisterei Nittel gehörte zum Kreis Saarburg im Regierungsbezirk Trier und ab 1822 zur Rheinprovinz.
Zum 1. Januar 1879 wurden die schon von 1824 an in Personalunion verwalteten Bürgermeistereien Nittel und  Kanzem aufgelöst und die Gemeinden der neuen Bürgermeisterei Tawern zugeordnet.
Wincheringen gehört heute verwaltungsmäßig zur Verbandsgemeinde Saarburg-Kell, alle anderen Orte zur Verbandsgemeinde Konz im Landkreis Trier-Saarburg in Rheinland-Pfalz.

## Statistik
Nach einer „Topographisch-Statistischen Beschreibung der Königlich Preußischen Rheinprovinzen“ aus dem Jahr 1830 gehörten zur Bürgermeisterei Nittel sieben Dörfer, zwei Weiler, vier Höfe und eine Mühle. Im Jahr 1816 wurden insgesamt 2.249 Einwohner in 390 Haushalten gezählt, 1828 waren es 2.519 Einwohner, alle gehörten dem katholischen Glauben an.